# Uzume
Uzume ou Ame-no-Uzume-no-Mikoto représenté par le Kanji (天鈿女命 ou 天宇受売命), et peut être traduit par « La grande déesse, Uzume la brillante ». Au théâtre comique, elle est souvent appelée Okame ou Otofuku, est la déesse japonaise shinto de la gaieté et de la bonne humeur dans la mythologie japonaise.
Uzume est notamment connue pour avoir, au moyen d'une danse érotique, aidé les dieux à ramener la lumière sur terre en faisant sortir Amaterasu (la déesse du Soleil) hors de la caverne d'Iwayado où elle s'était réfugiée à la suite d'une querelle avec son frère Susanoo.
Sa représentation dans l'art japonais est celle d'une personne éternellement souriante, joufflue, avec une petite bouche et un large front agrémenté de deux taches noires de part et d'autre de la médiane. Ses cheveux sont ramassés en deux bandeaux sur les tempes.
L'aspect de son visage varie quelque peu lorsqu'elle est représentée sous forme de netsuke ou de masque du théâtre nô ou de danse kagura, mais son expression enjouée autant que moqueuse ne manque jamais. Uzume se prête à toutes sortes de représentations humoristiques avec divers instruments ou enroulée autour d'un bâton ou d'une flèche (allusion à sa fameuse danse devant la grotte d'Iwayado). Elle est également dépeinte comme légèrement vêtue ou les jambes pliant sous son poids ou encore jetant des pois secs sur des démons (oni) lors du festival de Setsubun.
Son nom occasionnel d'Otafuku est une allusion au charme qu'elle a déployé en direction du dieu Saruta-hiko lorsque ce dernier tenta de s'opposer au retour sur Terre de Ninigi. Elle est alors représentée frappant le long nez de Saruta-hiko, souvent représenté sous la forme d'un tengu, tout en se voilant la face avec la manche de son kimono. Par la suite, elle se maria avec lui.
Dans les festivals populaires tels que le dengaku, elle est appelée Okame et est souvent associée avec Hyottoko en un duo comique.
La déesse est honorée au sanctuaire shinto installé au sommet du mont Inamura dans la préfecture de Kōchi.

## Honneur
L'astéroïde (10804) Amenouzume est nommé en son honneur.